# Col de l'Orme (Alpes-Maritimes)
Pour les articles homonymes, voir Col de l'Orme.
 (mai 2020).
Si vous disposez d'ouvrages ou d'articles de référence ou si vous connaissez des sites web de qualité traitant du thème abordé ici, merci de compléter l'article en donnant les références utiles à sa vérifiabilité et en les liant à la section « Notes et références ».
Le col de l'Orme est un col routier et pédestre des Alpes françaises.

## Géographie
Il est traversé par la route D 54, et par trois sentiers, qui viennent de Sospel et de Moulinet (à l'est), de Lucéram (à l'ouest), et du col de l'Ablé (au sud). Son accès routier se fait depuis le col de Braus ou le col de l'Ablé au sud, et par Lucéram ou Peïra-Cava au nord. Ce col, situé au pied du mont l'Ablé, est stratégique, pour permettre au village de Peïra-Cava, d'avoir un accès plus direct vers Sospel, Menton, la vallée de la Roya, ou encore l'Italie, par l'intermédiaire du col de Braus.

## Activités

### Sport automobile
Le col de l'Orme, proche de Lucéram, est souvent emprunté par le rallye Monte-Carlo en départ d'étape (édition 2016), sur le parcours (éditions 2012, 2013 et 2022), ou en arrivée d'étape (édition 2021). Son exposition et son altitude rendent la conduite plus difficile, puisqu'il est souvent verglacé voire enneigé. Le rallye Monte-Carlo constitue d'ailleurs l'événement le plus attractif, avec des centaines de spectateurs qui se réunissent à cette occasion au col.